# Brachiopsilus
Brachiopsilus — рід вудильникоподібних риб родини брахіоніхтових (Brachionichthyidae). Включає три види.

## Поширення
Представники роду поширені вздовж узбережжя Південної Австралії і Тасманії. Мешкають на дні на глибині до 226 м.

## Види
- Brachiopsilus dianthus Last & Gledhill, 2009
- Brachiopsilus dossenus Last & Gledhill, 2009
- Brachiopsilus ziebelli Last & Gledhill, 2009